# The Beta Test
The Beta Test è un film del 2021 diretto da Jim Cummings e PJ McCabe. 
Commedia thriller con protagonista un talent scout, la cui vita viene sconvolta dopo aver preso parte a un incontro sessuale segreto. Cummings e McCabe recitano nelle parti principali insieme a Virginia Newcomb e Jessie Barr.
Il film è stato presentato in anteprima al Festival Internazionale del Cinema di Berlino il 1º marzo 2021 ed è uscito negli Stati Uniti il 5 novembre dello stesso anno. Ha ricevuto consensi positivi da parte della critica cinematografica.

## Trama
Una donna chiama la polizia per denunciare una lite domestica, ma poi si siede a mangiare col marito. Dopo le lamentele dell'uomo su cose insignificanti, lei gli confessa di aver recentemente ricevuto una lettera, che la invitava a un incontro sessuale anonimo in una stanza d'albergo; dopo aver accettato l'offerta si è resa conto di non essere più felice del suo matrimonio. Il marito, furioso, prima le pianta una forchetta nel collo, poi la accoltella prima di gettarla dal balcone del loro appartamento, così uccidendola.
Jordan Hines lavora per la APE, un'agenzia di Hollywood che cerca di accaparrarsi attori e sceneggiatori di talento. Anche se mancano solo sei settimane al suo matrimonio, con la fidanzata Caroline Gates, Jordan si sente costantemente attratto da donne affascinanti. Un giorno riceve una busta viola, con l'invito per un incontro di sesso al Royal Hotel e un questionario, da compilare con i suoi gusti erotici. Sebbene all'inizio getti la lettera nella spazzatura, i pensieri dell'invito dominano la sua mente per il resto della giornata e pure durante il sonno, tanto che poi si mette a cercare nei cassonetti dei rifiuti la busta viola, alla fine trovandola. Il giorno seguente, al lavoro, Jordan compila l'invito e lo spedisce. Durante l'incontro con un potenziale cliente cinese, che in seguito lo rimprovera per l'obsolescenza delle pratiche della sua agenzia, Jordan riceve una seconda busta viola con la chiave magnetica di una camera d'albergo. Pur in tensione, per il lavoro e le nozze imminenti, Jordan si presenta all'appuntamento, si mette un paraocchi, che trova sulla maniglia della camera e fa sesso selvaggio con una donna, anonima, a sua volta bendata. Mentre va via si toglie la benda e vede il volto della donna, che a sua volta lo osserva. Dopo l'incontro si sente galvanizzato e pieno di energie, ma presto diventa paranoico, temendo che qualcun altro sappia cosa ha fatto.
Jordan indaga ossessivamente sulla fonte dell'invito anonimo e sull'identità della donna con cui è andato a letto. Anche il suo cliente cinese ha accettato un invito simile e ha fatto sesso con un altro uomo. Una volta scoperto il tradimento, la moglie del manager asiatico gli spara e lo uccide, mentre anche la consorte del partner anonimo avvelena il marito per poi suicidarsi. Jordan decide di raccontare tutto al collega e amico PJ, il quale successivamente gli riferisce di esser risalito sia ai due omicidi, così come a quello all'inizio del film. Pj teorizza che qualcuno abbia accesso ai dati dei social media di persone che si sono fidanzate di recente e persino la cronologia dei browser e i like, dati a foto di personaggi da cui sono attratti. L'hacker potrebbe aver trovato gli indirizzi di persone che si adattano al gruppo demografico giusto, cioè gente con una reputazione, pronta a pagare, e inviato loro lettere per fargli avere incontri di sesso anonimo. Secondo l'amico di Jordan l'operazione potrebbe risultare poco costosa ma molto redditizia. Dopo aver visionato, spacciandosi per poliziotto, le telecamere del suo palazzo, Jordan scopre che la busta viola è stata recapitata da un fattorino, che poi riesce a trovare per strada. L'addetto ha la borsa piena di lettere anonime in buste viola, ma ammette di lavorare semplicemente per un'app, per cui ignora chi sia il mittente. Discutendo, Jordan si impossessa di una delle buste ma, una volta giunto dalla destinataria, scopre che la donna è appena deceduta. 
Jordan e la sua fidanzata, dopo essersi allontanati perché l'uomo è ossessionato dal suo segreto ma non vuole aprirsi con lei, vanno in un cottage nei boschi e trascorrono un fine settimana per riconciliarsi. Dopo lunghe discussioni, fanno sesso in modo spinto e così sembrano fare pace. Tuttavia, quando si recano in un'agenzia per la pianificazione del matrimonio, Jordan riconosce la donna dell'incontro segreto, ma nonostante le sue pressioni, lei non rivela il suo nome e afferma di non riconoscerlo. Jordan non insiste, per l'arrivo di due poliziotti, ma riprende le sue indagini e, fingendosi un agente federale, indaga su una tipografia che ha stampato le buste viola. Il proprietario, Michael, racconta a Jordan di un ordine all'ingrosso ricevuto per le buste tre mesi prima, e Jordan effettua una ricerca a ritroso sul nome dell'acquirente, per trovare il suo indirizzo.
Jordan si introduce nella casa dell'hacker, Johnny Paypal, e lo affronta colpendolo con un martello. Impaurito, il criminale confessa di essere il mittente delle buste viola, inviate in base agli indirizzi ottenuti durante l'operazione detta "The Sony Hacks" e a un'ulteriore ricerca sui social media. Johnny si rende poi conto che Jordan non ha mai ricevuto la terza lettera, che avrebbe richiesto 5.000 dollari tramite bonifico anonimo, per conoscere l'identità della donna con cui l'agente ha avuto rapporti sessuali. L'hacker, che si dà delle arie dicendo di essere Internet e che il criminale, nonché perdente, è in realtà Jordan, lo prende in giro e lo annichilisce, rinfacciandogli sia di non essere nessuno, che di essersi lasciato andare con piacere nel tradire la moglie. Non solo, Johnny non intende dirgli l'identità della ragazza e così Jordan scappa via.
In seguito, Caroline sorprende Jordan nel parcheggio del loro palazzo, mentre brucia le prove del suo incontro. L'uomo va in crisi e confessa non solo di aver fatto sesso con un'altra donna, di cui neanche sa il nome, ma di aver ripreso a bere, a fumare e di vivere sostanzialmente di menzogne, ipocrisie e sopraffazioni, come il mobbing perpetrato a danno della sua segretaria, Jaclyn. Poi si accorge che la donna tiene in mano un paio di forbici, così si inginocchia, accettando che Caroline lo ucciderà. Lei però lo perdona, facendogli intendere che a sua volta ha ricevuto una lettera viola e ha fatto sesso con un partner anonimo.
Jordan e Caroline decidono di prendersi una pausa e sistemare le cose tra loro lontano da casa. La coppia si ferma in una tavola calda vicino al confine, dove Caroline dice che sarebbe bastato parlare (e quindi confessarsi il reciproco tradimento), che inoltre il mondo è pieno di brutta gente e che loro due devono pensare a non far corrompere ciò che hanno. Mentre parla si tiene la pancia, suggerendo di essere incinta (del figlio di Jordan o di qualcun altro), e legge la notizia che altre otto persone sono state uccise a causa delle confessioni di tradimento innescate dalle buste viola. Jordan le dice di spegnere il cellulare e vanno via. Una giovane e avvenente cameriera li osserva: poco prima, ha dato la ricevuta delle consumazioni a Jordan, aggiungendo però il proprio nome e numero di telefono, con disegnato un cuore.

## Produzione
Le riprese si sono concluse a dicembre 2019 ma la post-produzione è stata effettuata da remoto durante il 2020 a causa dell'epidemia di COVID-19.